# InnoLux Corporation
Innolux Corporation (kinesisk: 群創光電股份有限公司; pinyin: Qúnchuàng Guāngdiàn Gǔfèn Yǒuxiàn Gōngsī) er en taiwansk producent af TFT LCD-paneler med hovedkvarter i Zhunan. Virksomheden blev etableret i 2003 ved en fusion mellem hi Mei Optoelectronics and TPO Displays Corp.